# 撒馬利亞 (古城)
撒馬利亞（羅馬化：Šōmrōn，羅馬化：as-Sāmirah）是公元前10世纪以色列王國分裂后，北部十个支派形成北國以色列的首都。
以色列王國经过了大卫和所罗门的全盛时期，但在公元前931年所罗门死后，其12部族发生分裂，北部十个支派形成北國以色列。南部两个支派形成犹大国（南国），首都繼續在原統一王國耶路撒冷。
与南国犹大国不同，北国以色列人及撒馬利亞人不再受到宗教的约束。他们受原迦南住民影响，崇拜偶像，与异族通婚。为南国犹大人所不认同。根据旧约圣经记载，北国以色列因此受到上帝耶和华的惩罚，被亚述帝国消灭，比南国犹大国早灭亡136年（以色列国於公元前722年亡国，犹大国於公元前586年亡国）。